# Популари
Популари (на латински: popularis) в Древен Рим е партията на обикновения народ. Това идейно политическо течение се заражда в края на 2-ри и началото на 1 в. пр.н.е. Противници са на оптиматите. Популарите прокарвали реформи, свързани с демократизацията на Римската държава и аграрни законопроекти за преразпределяне на земята между римските граждани. Към тях се числили Тиберий Гракх, Гай Марий, Луций Сатурнин, Квинт Серторий, Юлий Цезар.